# سانتوس أكوستا
مانويل ماريا دي لوس سانتوس أكوستا كاستييو (بالإسبانية: Santos Acosta)‏ عسكري وطبيب ومحامي وسياسي، وُلد في كولومبيا في 1827. شغل منصب رئاسة الولايات المتحدة الكولومبية فيما بين عامي 1867 و1868.

## حياته الشخصية
وُلد أكوستا غي ميرافلوريس في بوكايا في 11 نوفمبر 1828، وتُوفي في بوغاتا في 9 يناير 1901.